# بی‌ام‌و اچ‌پی‌فور ریس
بی‌ام‌و اچ‌پی‌فور ریس (انگلیسی: BMW HP4 Race) یک موتورسیکلت اسپرت با انجین ۹۹۹ سی‌سی (۶۱٫۰ مکعب اینچ) چهارسیلندر است که توسط کمپانی ب‌ام‌و موتوراد در سال ۲۰۱۷ در تولید محدود ۷۵۰ دستگاه ساخته شده است. این یک نسخه غیرقانونی و فقط مسیری از نوع اچ‌پی‌فور ب‌ام‌و اس۱۰۰۰آرآر است. این موتورسیکلت چون فقط برای پیست است، چراغ و آینه ندارد.